# Gláma
Gláma är ett berg i republiken Island. Det ligger i regionen Västfjordarna, 190 km norr om huvudstaden Reykjavík. Toppen på Gláma är 904 meter över havet.
Trakten runt Gláma är nära nog obefolkad, med mindre än två invånare per kvadratkilometer. Det finns inga samhällen i närheten. Trakten runt Gláma är permanent täckt av is och snö.